# Belisarius xambeui
Belisarius xambeui ist ein in den Pyrenäen verbreiteter Skorpion. Die Familienzugehörigkeit der Gattung Belisarius ist umstritten, sie gehört in eine der Familien Troglotayosicidae oder Superstitioniidae.

## Beschreibung
Belisarius xambeui ist mit bis zu 27,6 Millimetern Körperlänge, älteren Veröffentlichungen zufolge mit bis zu 37 Millimetern Länge, ein kleiner Skorpion mit rötlicher bis rötlich-brauner Grundfarbe. Die heller gefärbten hinteren Ränder der Tergite lassen die adulten Skorpione quergestreift erscheinen. Die Pedipalpen sind rötlichbraun, dabei sind die Chelae dunkler als die Patellae und die Femora. Die Bauchseite und die Beine sind gelblich mit blassgelben Kammorganen und Genitaloperkulum. Das Telson hat eine kugelförmige aber abgeflachte gelbliche Giftblase und einen kurzen und stark gekrümmten Giftstachel. Die Gliedmaßen weisen eine sehr schwache Granulierung auf oder sind glatt, der Carapax und die Tergiten haben nur kleine Granulen auf der Oberfläche.
Der vordere Carapax hat eine leichte Einbuchtung. Das mediane Ocellenpaar fehlt und die lateralen sind fast vollständig zurückgebildet. Das Sternum vom Typ 2, annähernd fünfeckig und etwas breiter als lang. Die Kammorgane sind sehr kurz und haben beidseitig jeweils drei bis sechs Zähne. Diese ungewöhnlich geringe Zahl wird als Anpassung an feuchte Habitate verstanden.
Die Finger der Cheliceren sind stark gebogen und die beweglichen Finger sind am äußersten Ende mit einer Serrula versehen. Das Trichobothrienmuster der Pedipalpen entspricht dem Typ C, ohne zusätzliche Trichobothrien.
Die Art weist einen nur gering ausgeprägten Sexualdimorphismus auf. Männliche Skorpione sind geringfügig kleiner und wirken aufgrund ihres proportional längeren Metasomas langgestreckter. Sie haben eine spärliche Granulierung des Carapax, insbesondere seitlich im hinteren Bereich. Ihr Genialoperkulum ist fast ebenso lang wie breit und vollständig längsgeteilt, während es bei weiblichen Skorpionen kürzer ist und in der Mitte nur eine Nut aufweist. Nur männliche Skorpione haben zwei Genitalpapillen. Die Giftblasen der männlichen Skorpione sind größer, die Giftstachel hingegen kürzer als jene der weiblichen Skorpione.
Belisarius xambeui ist im Vergleich zu Belisarius ibericus, der einzigen anderen Art der Gattung Belisarius, deutlich kleiner. Belisarius xambeui hat eine schwächere Einbuchtung des vorderen Carapax und die Augen fehlen oder sind fast vollständig zurückgebildet, während bei Belisarius ibericus die lateralen Augenpaare teilweise noch mit Linsen versehen sind.

## Verbreitung und Lebensraum

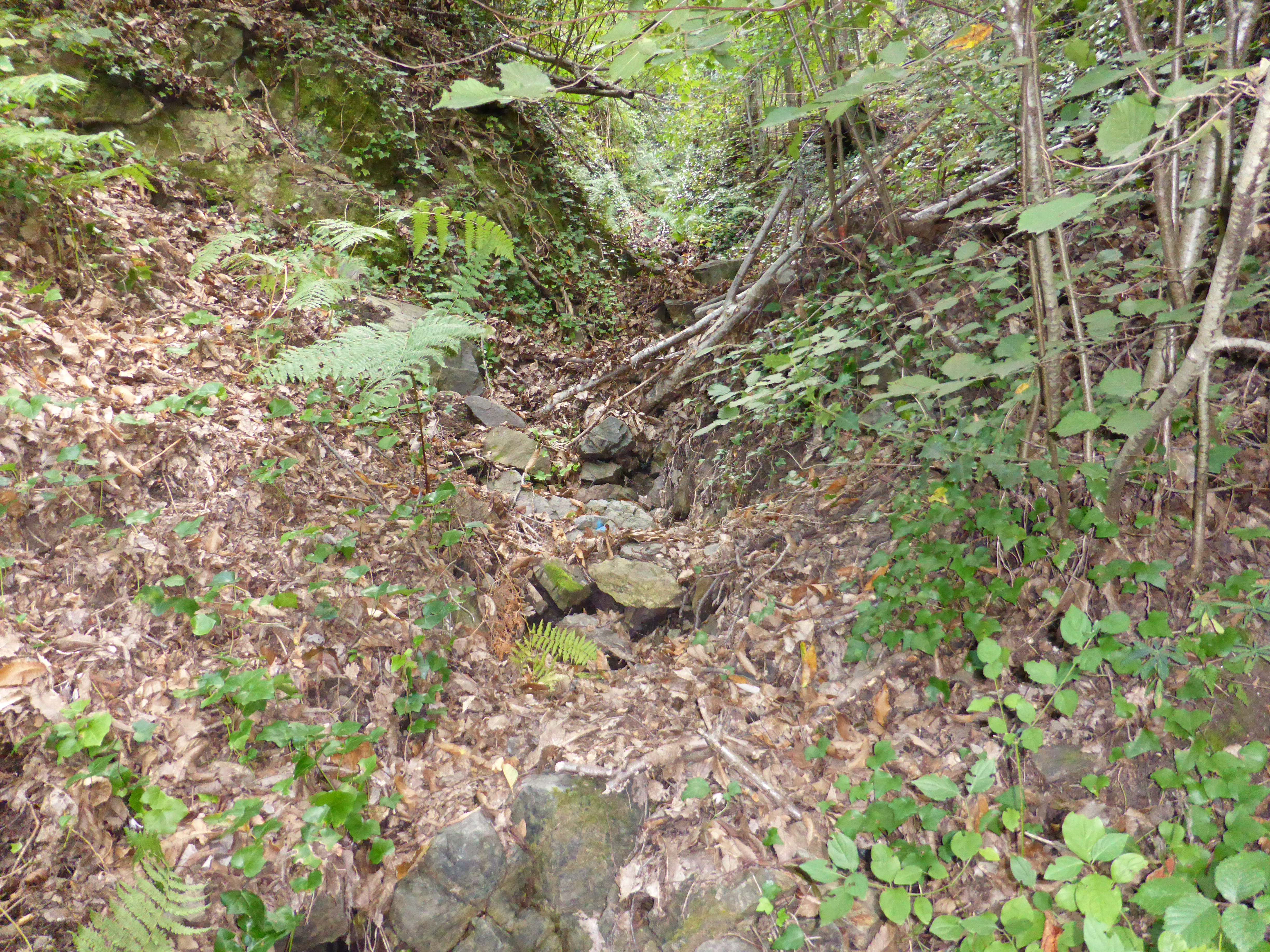
Typisches Habitat mit Unterholz, Laub und Steinen

Die Terra typica von Belisarius xambeui ist das Vallée de Quillan auf dem Gebiet der Gemeinde Conat, etwa fünf Kilometer westlich von Prades im französischen Département Pyrénées-Orientales (42° 36′ 50,3″ N, 2° 21′ 31,4″ O). Das Verbreitungsgebiet ist insgesamt recht klein und liegt im französischen Département Pyrénées-Orientales mit drei Höhlen und acht oberirdischen Fundorten sowie im Norden von Katalonien mit 15 Höhlen und 18 anderen Fundorten.
Zu den Lebensräumen von Belisarius xambeui gehören verschiedene Höhlen im Verbreitungsgebiet, darunter die Grotte von Can Britxot in der Gemeinde Prats-de-Mollo-la-Preste. Die Höhle befindet sich auf etwa 1.250 Metern Höhe über dem Meeresspiegel an der südsüdwestlichen Flanke eines Kalksteingebirges mit trockenem und warmem Klima. Sie bildet dort einen temperierten und feuchten Rückzugsraum, der im Hochsommer eine Temperatur um 13° Celsius und eine Luftfeuchtigkeit von mehr als 90 Prozent aufweist.
Belisarius xambeui ist ein Element der Bodenfauna und wird ungeachtet seiner auf einen Höhlenbewohner hindeutenden Morphologie häufiger außerhalb als innerhalb von Höhlen gefunden. Bei den ersten bekanntgewordenen Fundorten handelte es sich um Buchenwälder auf Kalksteinuntergrund mit dichtem Unterholz und kühler und feuchter Luft in etwa 600 bis 1.500 Metern Höhe. Dort lebt die Art sowohl in der Streuschicht als auch in Hohlräumen zwischen Steinen und in Gesteinsritzen. Jüngere Forschungen erbrachten auch Funde auf Schiefergestein, was auf das Vorhandensein geeigneter Hohlräume zurückgeführt wird.

## Lebensweise

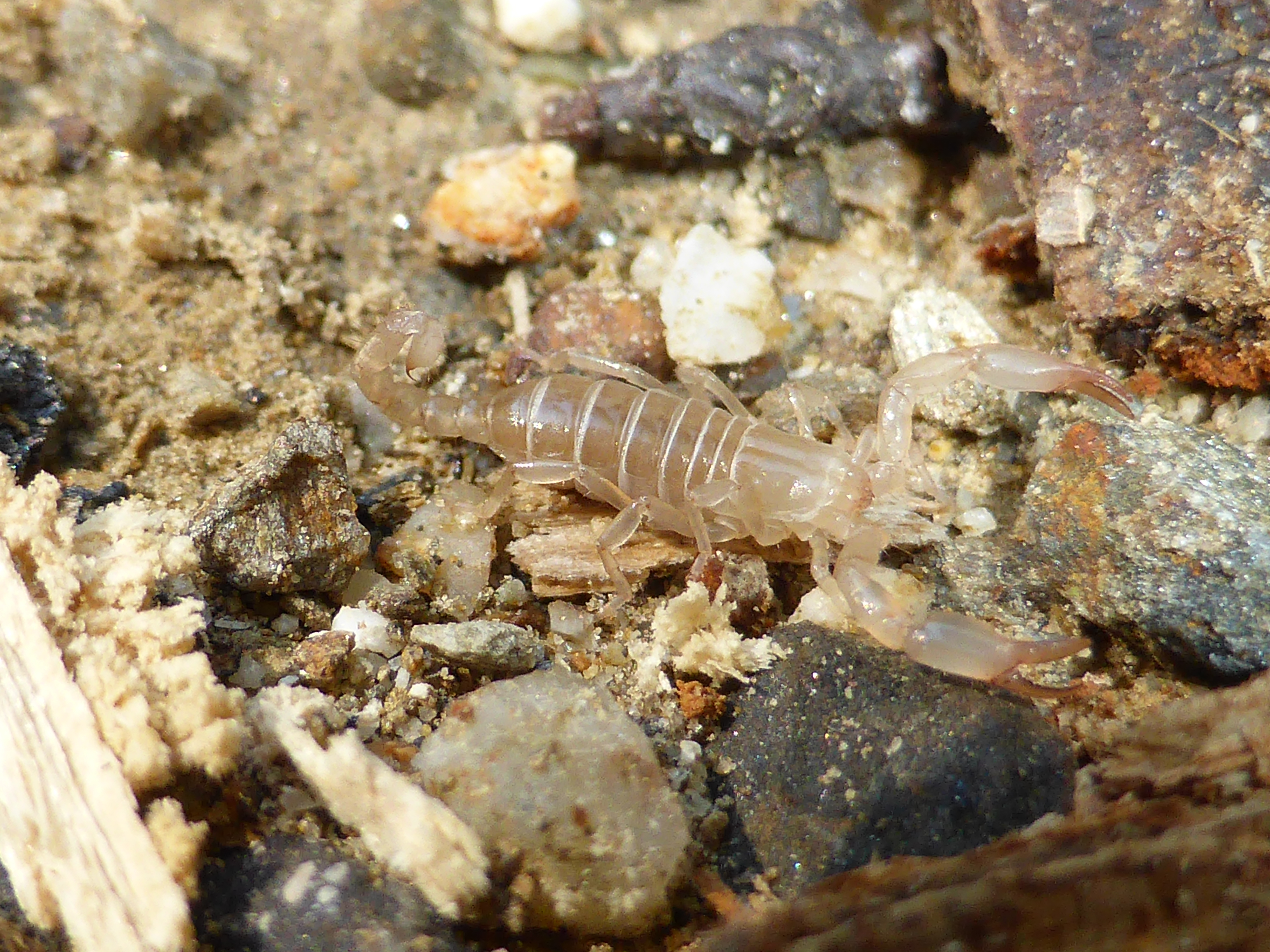
Belisarius xambeui, juvenil

Die außerhalb von Höhlen lebenden Skorpione sind meist unter Laub und in kleinen Hohlräumen verborgen. Dort sind Hundertfüßer, Tausendfüßer, Spinnentiere, Grillen, Fliegen und Springschwänze häufig, die für Belisarius xambeui eine wichtige Nahrung darstellen können. An seinen Fundorten wurden häufig Überreste von Käfern einschließlich Laufkäfern vorgefunden. Beutetiere werden regelmäßig zunächst mit den Chelae abgetastet, ergriffen und zu den Cheliceren geführt. Der Giftstachel kommt nur bei wehrhafter Beute zum Einsatz.
Die Paarung und die Geburt der fünf bis 24 Jungen finden während des ganzen Jahres statt. Über die Abstände der Generationen ist nichts bekannt. Die im Vergleich zu anderen Arten der Skorpione geringe Zahl des Nachwuchses und das Fehlen einer bestimmten Paarungszeit scheinen Anpassungen an das Höhlenleben zu sein, wie sie auch bei Höhlenspinnen und anderen Höhlentieren beobachtet wurden. Während sie ihre Nachkommen auf dem Rücken trägt ist die Mutter in ihrer Mobilität stark eingeschränkt und verbringt die meiste Zeit bewegungslos ruhend. Die erste Häutung findet für alle Jungen fast gleichzeitig noch am ersten Tag statt, anschließend haben sie eine weißlich-gelbe Farbe mit braunen Spitzen der Chelae. Im Alter von 26 bis 28 Tagen beginnen die juvenilen Skorpione ihre Umgebung zu erkunden. Während des ersten Lebensjahres finden drei weitere Häutungen statt, nach etwa einem Monat, drei Monaten und zehn Monaten. Bis zum adulten Skorpion erfolgen nach unterschiedlichen Angaben mehrerer Autoren sechs bis sieben oder 10 bis 11 Häutungen.

## Gefährdung und Schutz
Belisarius xambeui hat ein kleines Verbreitungsgebiet und die Mehrzahl seiner Fundorte liegt in Höhlen und anderen seltenen und gegenüber anthropogenen Einwirkungen empfindlichen Biotopen. Es wird jedoch davon ausgegangen, dass er nur scheinbar selten ist, weil ihn seine Lebensweise in kleinsten Hohlräumen, die für Menschen unzugänglich sind, vor der Entdeckung bewahrt. Eine mögliche Gefährdung besteht durch Sammler, sei es für die Terrarienhaltung oder als Präparat, aber in der Vergangenheit hatte Belisarius xambeui keinerlei Bedeutung im Tierhandel. Da die Art nicht als bedroht gilt gibt es keine Schutzmaßnahmen, die über die Einrichtung von Naturschutzgebieten in seinem Verbreitungsgebiet hinausgehen.

## Systematik

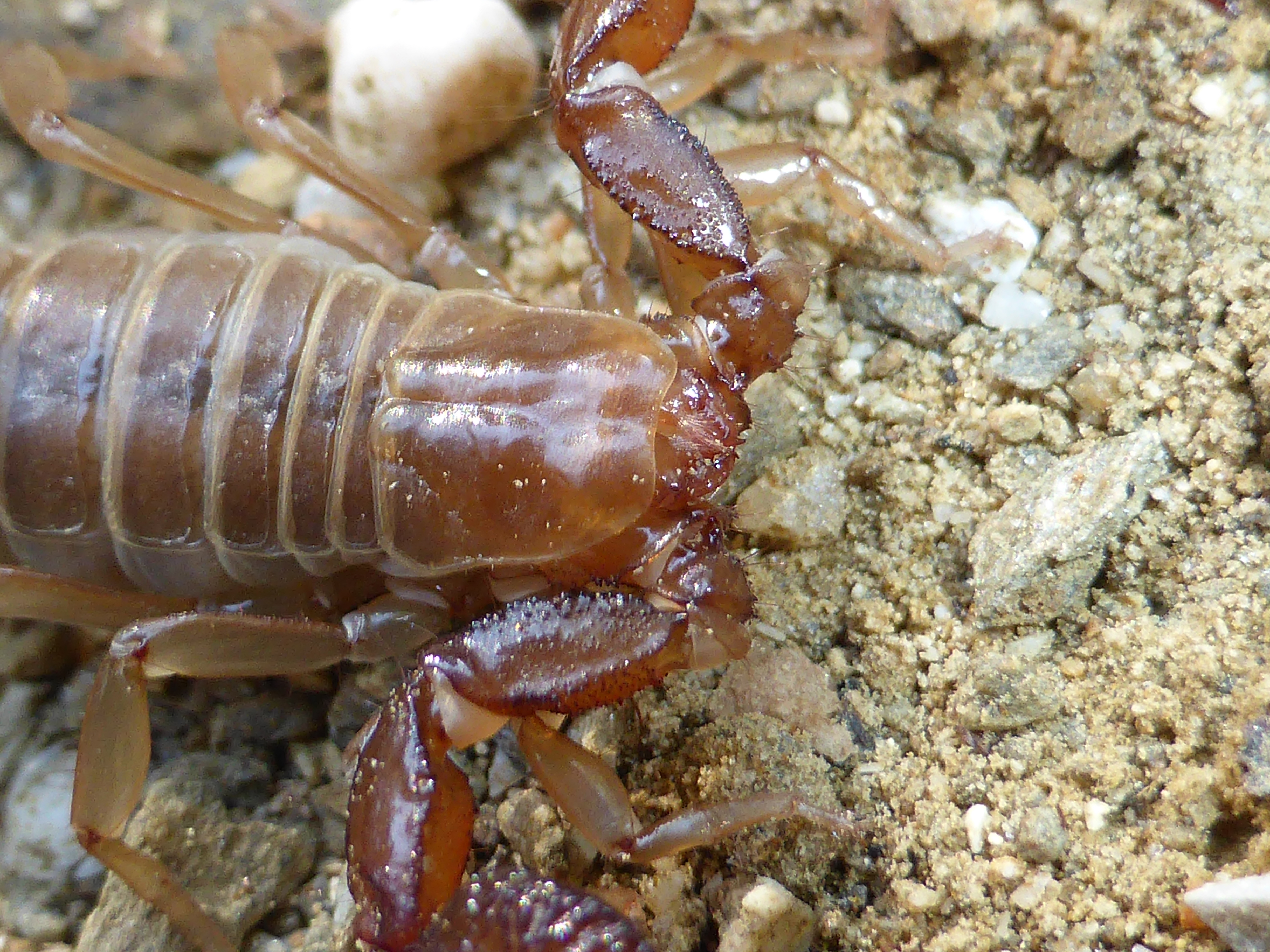
Belisarius xambeui

### Erstbeschreibung
Die Erstbeschreibung erfolgte im Jahr 1879 durch den französischen Arachnologen Eugène Simon im siebten Band seines Werks Les Arachnides de France. Für seine Arbeit standen Simon nur weibliche Exemplare zur Verfügung, männliche wurden erst 1924 von dem italienischen Entomologen und Arachnologen Alberto Borelli beschrieben.

### Typmaterial
Der Holotypus ist ein adulter weiblicher Skorpion vom Typenfundort. Er befand sich in der Sammlung des Muséum national d’histoire naturelle in Paris, galt aber als verschollen. Nach Angaben des Arachnologen Max Vachon befanden sich zwei juvenile männliche und zehn weibliche Paratypen im Muséum national d’histoire naturelle. Diese Typen stammten jedoch nicht alle vom Typenfundort und sie waren teilweise Jahrzehnte nach der Beschreibung der Art gesammelt worden. Im Rahmen einer gründlichen Überprüfung der Sammlungsexemplare im Muséum national d’histoire naturelle konnten zwei gemeinsam in einem Glasbehälter aufbewahrte Exemplare aufgefunden und als der Holotyp Simons und ein gemeinsam mit diesem gesammeltes Exemplar identifiziert werden.

### Etymologie
Der Artname bezieht sich auf den französischen Entomologen Pierre Vincent Xambeu, der die Typusexemplare gesammelt und Eugène Simon zur Verfügung gestellt hatte.